# Нейробиология
Нейробиология — наука, изучающая устройство, функционирование, развитие, генетику, биохимию, физиологию и патологию нервной системы. Изучение поведения является также разделом нейробиологии.
Изучение человеческого мозга является междисциплинарной наукой и включает в себя много уровней изучения, от молекулярного до клеточного уровня (отдельные нейроны), от уровня относительно небольших объединений нейронов до уровня больших систем, таких как кора головного мозга или мозжечок, а также на самом высоком уровне — уровне нервной системы в целом.
Нейробиологов несведущие люди часто путают с психологами. Нейробиология связана также с нейрофизиологией, которая изучает особенности протекания физиологических процессов в мозге человека и порождаемое ими изменение в высшей нервной деятельности.

## История

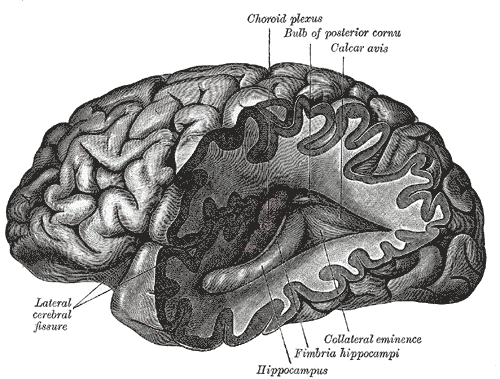
Иллюстрация из книги «Анатомия Грея» (1918), показывающая боковой обзор человеческого мозга с изображением гиппокампа среди других нейроанатомических признаков

Самое раннее исследование нервной системы относится к Древнему Египту. Трепанация, хирургическая практика для сверления, либо выскабливание дыры в черепе с целью лечения головных болей и психических расстройств, для снятия внутричерепного давления, была впервые записана во время неолита. Рукописи, датируемые 1700 годом до н. э., указывают на то, что египтяне имели некоторые познания о симптомах повреждения мозга.
В то время мозг называли «черепной начинкой». В Египте, начиная с позднего Ближнего царства Египта[уточнить], мозг регулярно удалялся в рамках подготовки к мумификации. В то время считалось, что сердце является местом интеллекта. Согласно Геродоту, первый шаг мумификации состоял в том, чтобы «взять кривую железку и вместе с ней вывести мозг через ноздри, тем самым избавиться от его части, в то время как череп очищался от остальных частей путем ополаскивания различными настойками».
Представление о том, что сердце было источником сознания, не оспаривалось до появления врача Гиппократа. Он считал, что мозг не только связан с ощущением, как и большинство специализированных органов (например, глаза, уши, язык), которые расположены в голове около мозга, но и также является местом интеллекта. Платон также предположил, что мозг был местом рациональной части души. Аристотель, однако, считал, что земля была центром интеллекта и что мозг регулировал количество тепла, исходимого от сердца. Это мнение считалось правильным до тех пор, пока врач Гален, последователь Гиппократа и врач гладиаторов, не заметил, что его пациенты теряли свои умственные способности, когда наносили урон их мозгу. Абу-ль-Касим аз-Захрави, Ибн Рушд, Авицeнна, Абу Марван Ибн Зухр, и Маймонид, действовавшие в средневековом мусульманском мире, описали ряд медицинских проблем, связанных с мозгом. В эпоху Ренессанса в Европе Андреас Везалий (1514—1564), Рене Декарт (1596—1650) и Томас Уиллис (1621—1675) также внесли свой вклад в развитие нейробиологии.

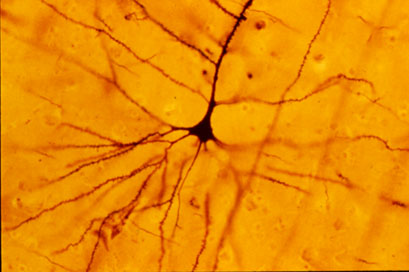
Метод Гольджи впервые позволил визуализировать отдельные нейроны

В первой половине XIX века Жан Пьер Флоренс, повреждая определённые участки головного мозга живых животных, описывал влияние этих повреждений на моторику, чувствительность и поведение. Исследования мозга стали более тонкими после задействования микроскопа и разработки Камилло Гольджи в 1873 году метода окрашивания нервных клеток: окрашивание определёнными соединениями металлов позволяет увидеть форму нейронов и конфигурацию их отростков. Его техника была использована Сантьяго Рамоном-и-Кахалем и привела к формированию «доктрины нейронов»[неизвестный термин] — гипотезы о том, что функциональной единицей мозга является нейрон. Гольджи и Рамон-и-Кахаль получили общую Нобелевскую премию по физиологии и медицине в 1906 году за их обширные наблюдения, описания и категоризации нейронов по всему мозгу. В то время как новаторская работа Луиджи Гальвани в конце 1700-х годов заложила основу для изучения электрической возбудимости мышц и нейронов. В конце XIX века Эмиль дю Буа-Реймонд, Йоханнес Петер Мюллер и Герман фон Гельмгольц продемонстрировали, что электрическое возбуждение нейронов предсказуемо повлияло на электрическое состояния соседних нейронов, а Ричард Катон обнаружил электрические явления в полушариях головного мозга кроликов и обезьян.
Параллельно с этим исследованием, работая с поврежденными мозгами пациентов, Поль Брока предполагал, что определённые области мозга ответственны за определённые функции. В то время выводы Брока рассматривались как подтверждение теории Франца Йозефа Галля о том, что речь локализована и что определённые психологические функции локализованы в определённых областях коры головного мозга. Эту гипотезу подтверждали наблюдения эпилептических пациентов, проведённые Джоном Хьюлингсом Джексоном, который правильно вывел организацию двигательной коры, наблюдая за прогрессированием судорог через тело. Карл Вернике далее развил теорию специализации конкретных структур мозга в понимании и производстве речи. Современные исследования с помощью методов нейровизуализации по-прежнему используют анатомические определения цитоархитектонических полей Бродмана (ссылаясь на изучение структуры клетки) с этой эпохи, продолжая показывать, что отдельные области коры активируются при выполнении конкретных задач.
В течение XX века нейробиология стала признаваться как самостоятельная академическая дисциплина сама по себе, а не как исследования нервной системы в других дисциплинах. Эрик Кандел и соавторы процитировали Дэвида Риоха, Фрэнсиса О. Шмитта и Штефана Куффлера. Риох начал интеграцию основных анатомических и физиологических исследований с клинической психиатрией в Институте исследований армии Вальтера Рида, начиная с 1950-х годов. В течение того же периода Шмитт основал исследовательскую программу по нейробиологии в отделе биологии Массачусетского технологического института, объединив в себе биологию, химию, физику и математику. Первый автономный отдел нейробиологии (затем называемый психобиологией) был основан в 1964 году в Калифорнийском университете Ирвином Джеймсом Л. МакГогом. Затем последовал отдел нейробиологии Гарвардской медицинской школы, основанный в 1966 году Штефаном Куффлером.
Нейрохирург Уайлдер Пенфилд, занимавшийся хирургическим лечением эпилепсии, к середине XX века составил карту динамической локализации функций коры головного мозга. Во множество учебников вошла его схема, где изображена представимость различных органов человека в его головном мозгу.
Понимание нейронов и функции нервной системы становилось все более точным и молекулярным в течение XX века. Например, в 1952 году Алан Ллойд Ходжкин и Эндрю Хаксли представили математическую модель передачи электрических сигналов в нейронах гигантского аксона кальмара, которую они назвали «потенциалами действия», и как они инициируются и распространяются. В 1961—1962 годах Ричард Фитцхью и Дж. Нагумо упростили модель Ходжкина-Хаксли в так называемой модели Фицхью-Нагумо. В 1962 году Бернард Кац смоделировал нейропередачу через пространство между нейронами, известное как синапс. Начиная с 1966 года Эрик Кандел и соавторы изучили биохимические изменения в нейронах, связанных с обучением и хранением памяти в Aplysia. В 1981 году Кэтрин Моррис и Гарольд Лекар объединили эти модели в модели Морриса-Лекара. Такая все более количественная работа привела к появлению многочисленных моделей биологических нейронов.

## Взаимосвязь когнитивной психологии и нейробиологии
Существует точка зрения[чья?], согласно которой когнитивная психология и нейробиология в настоящее время развиваются параллельно, активно взаимодействуя друг с другом, но со временем когнитивная психология будет полностью редуцирована к нейробиологии. На основании теоретических и исторических аргументов ряд учёных и философов подвергает сомнению подобную возможность редукции когнитивной психологии к нейробиологии. При этом часть из них[кто?], отстаивая теоретический и практический приоритет когнитивной психологии, утверждает, что достижения нейробиологии полностью иррелевантны по отношению к когнитивным моделям психики.
Канадский ученый Дональд Хебб в работе The Organization of Behaviour (1949)  изложил широкое теоретическое видение, охватывающее многие
аспекты нейробиологии.